# 海伊漢姆斯公園站
海伊汉姆斯公园站（英語：Highams Park railway station）是伦敦地上铁李河谷線清福德支线的一座车站，位于倫敦的沃爾瑟姆森林區，属于第4收费区。

## 歷史
- 1873年，本站開通，當時的名稱是黑爾端站。
- 1894年，車站名稱改為海伊汉姆斯公园和黑尔端站。
- 1903年，改为现在名称。

## 列車服務
非高峰期為每小時4班，高峰期為每小時6班。